# Terry Melcher
Terrence Paul „Terry“ Melcher (geborener Jorden; * 8. Februar 1942 in New York; † 19. November 2004 in Beverly Hills, Kalifornien) war ein US-amerikanischer Musikproduzent und Songwriter. Außerdem war er das einzige Kind der Filmschauspielerin Doris Day. Bekannt wurde Terry Melcher vor allem als Produzent der Folkrockband The Byrds.

## Leben und Wirken
Terrence P. Jorden war der Sohn von Doris Day aus ihrer ersten Ehe mit dem Posaunisten Al Jorden. Nach der Geburt reichte die damals 20-jährige Day die Scheidung ein. Im Alter von zehn Jahren wurde Terry durch Days dritten Ehemann, den Filmproduzenten Marty Melcher, adoptiert und hieß fortan Terrence Melcher. Die Familie lebte in Beverly Hills.

### Melcher und Johnston
Terry Melcher schrieb zahlreiche Hits. Anfang der 1960er Jahre arbeitete er mit dem späteren Beach Boy Bruce Johnston zusammen. Sie veröffentlichten unter den Namen Bruce & Terry, The Hot Doggers und The Rip Chords zahlreiche Singles im angesagten Surfsound, darunter auch Hey Little Cobra, die im Februar 1964 Platz 4 der Billboard Hot 100 erreichte. Mitte der 1970er Jahre ließen Johnston und Melcher diese Zusammenarbeit abermals aufleben. Zwischen 1974 und 1976 veröffentlichte Terry Melcher unter Mithilfe von Bruce Johnston zwei Soloalben.

### Produzent bei Columbia
Mit 22 Jahren wurde Terry Melcher Staff Producer bei Doris Days Plattenfirma Columbia Records, wo er für die Sparte „Jugendmusik“ zuständig war. Hier produzierte er Surfmusik unter Pseudonymen wie The Rip Chords, Bruce & Terry oder The Rogues, leitete aber auch jugendorientierte Aufnahmen von Doris Day, Frankie Laine und Eddie Hodges. Als sich Mitte der 1960er die Rockmusik entwickelte, war er prägend am Sound der Rising Sons, der gemeinsamen Gruppe von Ry Cooder und Taj Mahal, sowie an Paul Revere & the Raiders beteiligt.

### The Byrds
Nachdem das Westcoastlabel Capitol Records mit den Beach Boys eine feste Rockgruppe hatte etablieren können, suchte Columbia ein ähnliches Aushängeschild. Man setzte auf die Folkrockband The Byrds. Terry Melcher produzierte sowohl das Debütalbum Mr. Tambourine Man als auch den ebenso erfolgreichen Nachfolger Turn! Turn! Turn! Bekanntester Song aus der Zusammenarbeit mit den Byrds ist der Bob-Dylan-Titel Mr. Tambourine Man. Auf Melcher ging auch die Entscheidung zurück, das Lied mit Ausnahme von Roger McGuinn und seiner charakteristischen Rickenbacker-Gitarre durch erfahrene Studiomusiker – die Wrecking Crew – einzuspielen.

### Charles Manson
Im Jahr 1968 gründete Terry Melcher seine eigene Platten- und Produktionsfirma Equinox Records, mit der er unter anderem von 1968 bis 1973 die Doris Day Show produzierte. Mit seiner Lebensgefährtin Candice Bergen bezog er ein Haus im 10050 Cielo Drive in Beverly Hills. Durch den in der Nachbarschaft lebenden Dennis Wilson, Schlagzeuger der Beach Boys, wurde Melcher mit Charles Manson und dessen Anhängerschaft bekannt gemacht. Nach mehreren Probeaufnahmen mit Manson lehnte er es jedoch ab, ein Album mit ihm zu produzieren. Manson war verärgert und besuchte Melcher des Öfteren unangemeldet in seinem Zuhause. Nachdem Melcher 1969 nach Malibu gezogen war, vermietete der Besitzer Rudolph Altobelli das Anwesen an den Regisseur Roman Polański und dessen Ehefrau Sharon Tate. Tate sowie mehrere anwesende Gäste wurden dort am 9. August 1969 von der sogenannten Manson Family ermordet. Daraufhin zog sich Melcher fast völlig zurück.

### Die 1970er und 1980er
Zwischen 1969 und 1971 produzierte Terry Melcher die drei Byrds-Alben Ballad of Easy Rider, (Untitled) und Byrdmaniax. Mitte der Siebziger wurde Melcher wieder mit Johnston, der die Beach Boys verlassen hatte, zusammen aktiv, belebte Equinox Records und produzierte mit ihm unter anderem Barry Mann, Jack Jones, Bill House und die Legendary Masked Surfers. 1985 kam er durch die Vermittlung von Johnston als Songschreiber zu den Beach Boys. Er schrieb für die Band die Titel Getcha Back und Rock ’n’ Roll to the Rescue. 1988 schrieb und produzierte er zum größten Teil das Beach-Boys-Album Still Cruisin’, das den Nummer-eins-Hit Kokomo enthält. Melcher wurde 1988 mit Kokomo für den Golden Globe nominiert. Das Album Summer in Paradise, das Melcher 1992 für die Beach Boys schrieb und produzierte, stellte hingegen den Tiefpunkt seiner Karriere dar, da das schlecht gehende Album nach wenigen Wochen aus den Verkaufsregalen genommen wurde.
Zusammen mit seiner Mutter Doris Day führte Melcher nebenher das Hotel „Cypress Inn“ im kalifornischen Carmel. Auch managte er die Wohltätigkeitsarbeit seiner Mutter. Einige seiner zuvor unveröffentlichten Plattenaufnahmen mit ihr erschienen 2011 auf dem Doris-Day-Album My Heart.

## Privatleben
Terry Melcher war dreimal verheiratet. Zuerst war er vier Jahre lang der Ehemann von Melissa E. Brown. Auf der Hochzeit eines Freundes lernte er Jacqueline Carlin kennen, die gerade von Chevy Chase geschieden worden war. Sie heirateten 1981 und bekamen 1983 den gemeinsamen Sohn Ryan. Von 1998 bis 2004 war er mit seiner dritten Ehefrau Terese verheiratet.
Vor seinem Tod litt Terry Melcher an Demenz, was von Zeitzeugen als eine Folge seines langjährigen Alkoholkonsums gesehen wird. Laut Roger McGuinn hatte Terry Melcher nach der „Manson-Geschichte“ mit dem übermäßigen Trinken begonnen. Nachdem bei Melcher Hautkrebs diagnostiziert worden war, verweigerte er jedwede Behandlung. Er starb am 19. November 2004 mit 62 Jahren in Beverly Hills.

## Diskografie (Auswahl)

### Beteiligter Musiker
- Bruce Johnston: Surfin’ ’Round the World (1963)
- The Hot Doggers: Surfin’ USA (1963)
- The Rip Chords: Hey Little Cobra (1964)
- The Rip Chords: Three Window Coupe (1964)
- Terry Melcher: Terry Melcher (1974)
- Terry Melcher: Royal Flush (1976)

### Produzent
- Paul Revere & the Raiders: Here They Come (1965)
- Paul Revere and the Raiders: Just Like Us (1965)
- Paul Revere and the Raiders: Midnight Ride (1965)
- The Rising Sons (1965)
- The Byrds: Mr. Tambourine Man (1965)
- The Byrds: Turn! Turn! Turn! (1965)
- Paul Revere and the Raiders: Revolution (1966)
- Paul Revere and the Raiders: Their Spirit of ’67 (1966)
- Paul Revere and the Raiders: A Christmas Present and Past (1966)
- The Gentle Soul: The Gentle Soul (1967)
- Grapefruit: Around Grapefruit (1968)
- Grapefruit: Deep Water (1969)
- The Byrds: Ballad of Easy Rider (1969)
- The Byrds: Untitled (1970)
- The Byrds: Byrdmaniax (1971)
- Bill House: Give Me a Break (1974)
- Oklahoma: Oklahoma (1977)
- Rab Noakes: Restless (1978)
- Freeway: Freeway (1979)
- The Late Show, Snap! (1979)
- Susan Lynch: Big Reward (1981)
- The Beach Boys: Still Cruisin’ (1987)
- The Beach Boys: Summer in Paradise (1992)
- Doris Day: My Heart (2011)